# Richtstätten in Frankfurt am Main

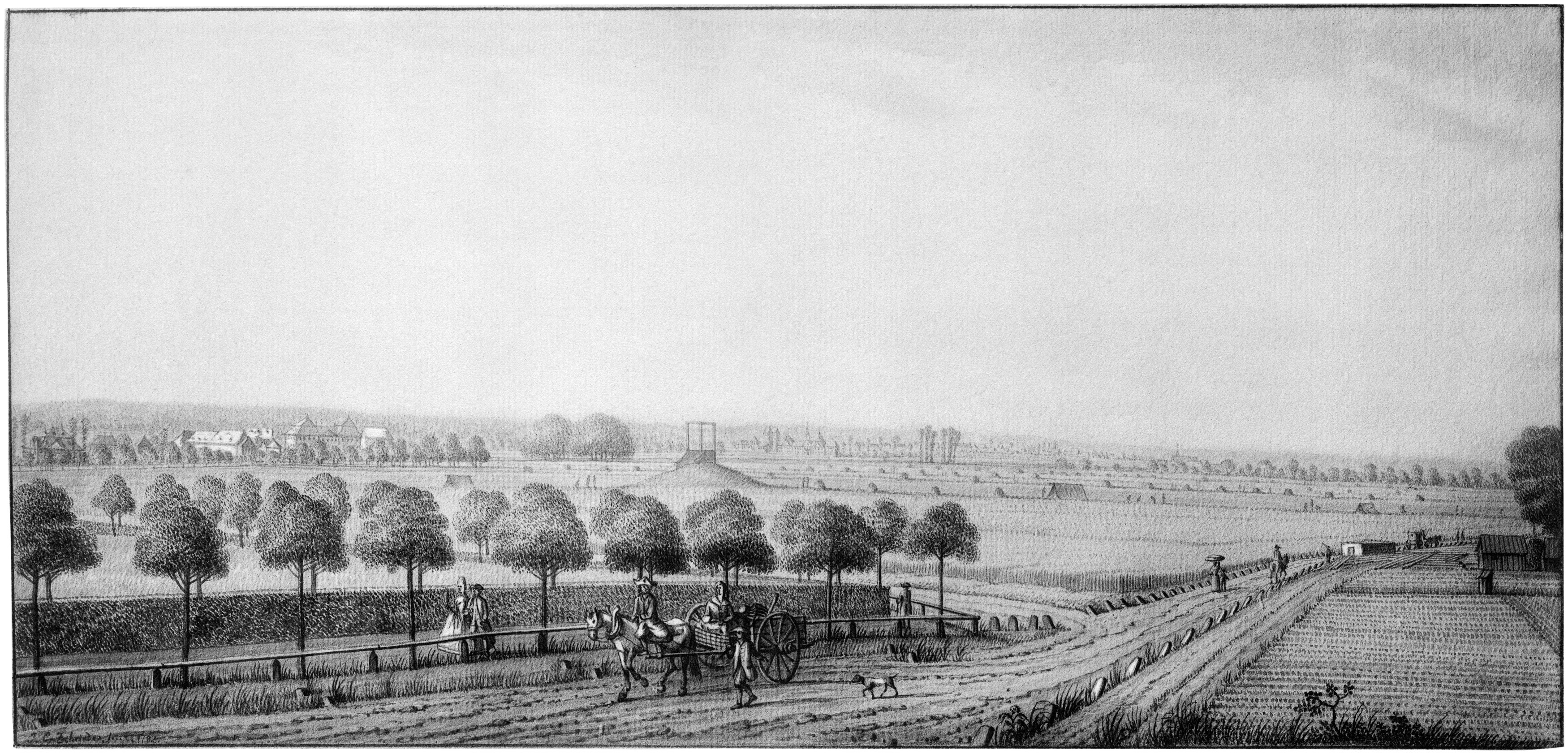
Das Galgenfeld, 1782. Blick nach Westen, vorn rechts die Mainzer Landstraße.
(Graue Pinselzeichnung von Johann Kaspar Zehender)

Bis 1799 fanden in Frankfurt am Main öffentliche Hinrichtungen statt. Für die Vollstreckung von Todesurteilen gab es im Stadtgebiet vier feste Stätten: Das Hochgericht auf dem Galgenfeld vor den westlichen Stadttoren, den nicht weit davon entfernten Rabenstein, den Roßmarkt im Stadtzentrum sowie die Alte Mainbrücke. Die meisten Todesurteile wurden durch Ertränken, Hängen oder Enthaupten vollstreckt.

## Hochgericht

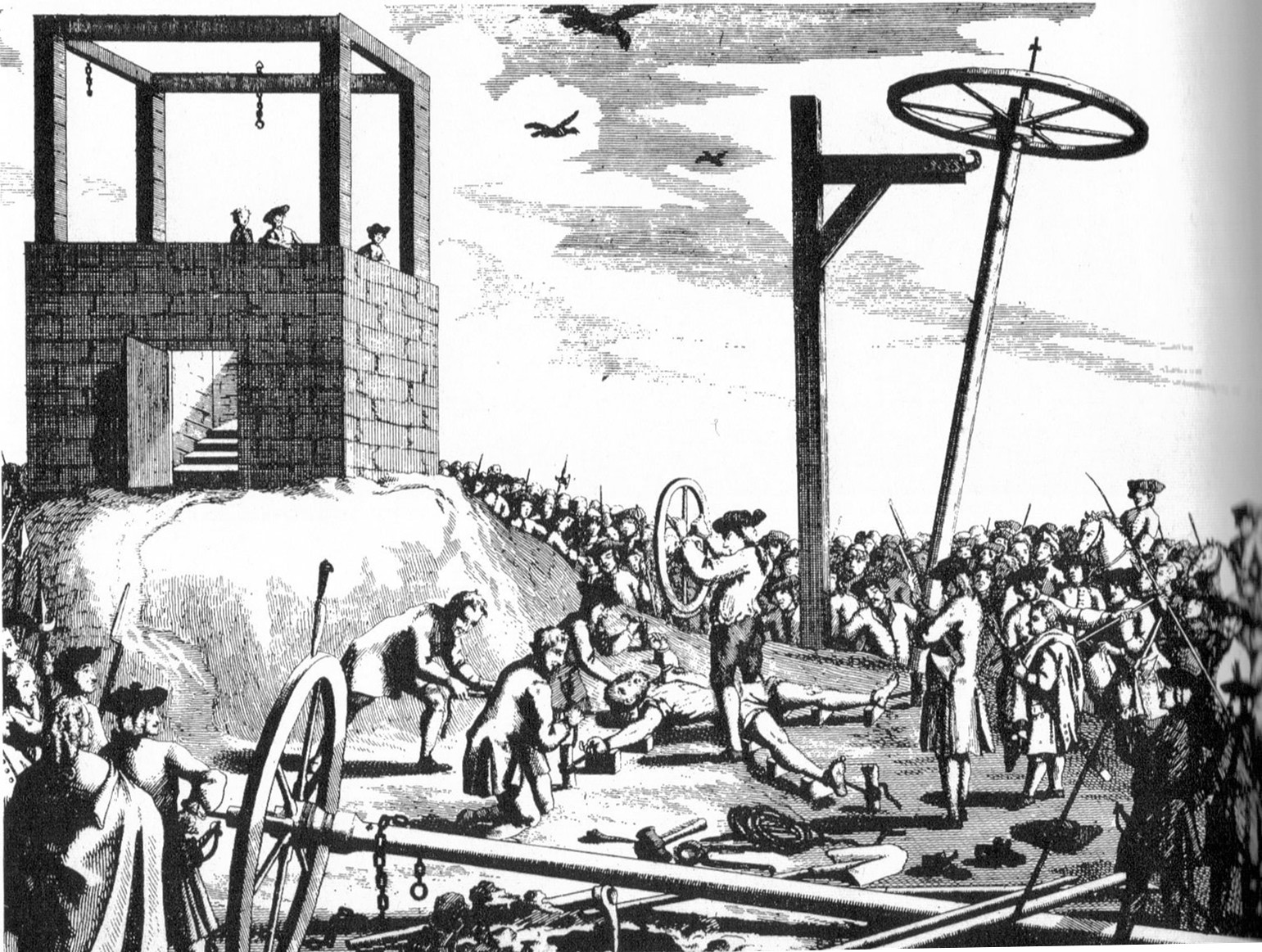
Das Hochgericht, 1741

Die bekannteste Hinrichtungsstätte des alten Frankfurt lag westlich der befestigten Stadt und gab der ganzen Umgebung den Namen Galgenfeld. Auch das wichtigste westliche Stadttor, das Galgentor am Beginn der Mainzer Landstraße, trug diesen Namen, ebenso der der Stadt vorgelagerte Wartturm, die Galgenwarte. Der Name wurde später durch Gallus ersetzt und auf andere Objekte, beispielsweise Gallustor, Galluswarte und Gallusanlage übertragen. Auch der im 19. Jahrhundert um die Galluswarte entstandene Stadtteil Gallus erhielt diesen Namen.
Am Hochgericht fanden Hinrichtungen durch Hängen statt. Der Galgen bestand aus einem quaderförmigen Holzgerüst auf einem großen, gemauerten Sockel. Es konnten also bis zu vier Verurteilte gleichzeitig gehängt werden.
Die Körper der Hingerichteten blieben in der Regel so lange am Galgen hängen, bis sie verrottet waren. Allerdings lag der Richtplatz nahe an einem der wichtigsten Stadttore. Wenn hoher Besuch, also etwa ein Kaiser, durch das Galgentor in die Stadt einzog, musste der Henker die Toten vom Galgen entfernen.
Der Galgen wurde 1561 erneuert, nachdem er durch einen Orkan zerstört worden war. Eine weitere Erneuerung fand 1720 statt. Zur Errichtung des Galgens waren die Zünfte als Gemeinschaft verpflichtet, damit die unehrenhafte Arbeit nicht auf einen einzelnen Handwerker fiel. Wer am gemeinschaftlichen Aufbau nicht teilnahm, für den wurde ein Nagel aufgehoben, den er nachträglich in den Galgen schlagen musste – damit auch er seinen Anteil daran hatte.
Im August 1806 wurde das rund 500 Jahre alte Hochgericht in großer Eile abgerissen. Im von den Franzosen besetzten Frankfurt sollte anlässlich des Geburtstags Kaiser Napoleons ein Feuerwerk stattfinden. Marschall Augereau bestimmte das Galgenfeld zum Ort der Veranstaltung, die Hinrichtungsstätte wurde dafür entfernt.
Die genaue Lage des Hochgerichts ist nicht bekannt. 30 Jahre nach dem Abriss wurde das Galgenfeld mit dem Gleisvorfeld der drei Westbahnhöfe überzogen, nach ihrer Stilllegung 1888 entstand auf dieser Fläche das heutige Bahnhofsviertel. Das Hochgericht stand im Bereich der heutigen Taunusstraße, vermutlich ungefähr in Höhe der Kreuzung mit der Moselstraße.

## Rabenstein
Der Rabenstein lag unmittelbar an der Mainzer Landstraße, an der heutigen Kreuzung mit dem Zimmerweg. Den Namen verdankte der Platz den Raben, die nach der Hinrichtung über den Körper herfielen.
Der Rabenstein war die Richtstätte, an der im alten Frankfurt Enthauptungen und nichttödliche Körperstrafen vollzogen wurden: Hier wurden Delinquenten geblendet, Ohren und Hände abgeschnitten. Das Ohrenabschneiden war die übliche Strafe für Falschspieler (ersatzweise brannte man ihnen einen Frankfurter Adler in die Stirn), das Abtrennen der Hand stand auf Störung des Brückenfriedens, wovor an der Mainbrücke mithilfe drastischer Abbildungen gewarnt wurde. Der Frankfurter Rat besaß für Hinrichtungen bis zu fünf Richtschwerter, mancher Henker hatte darüber hinaus privates Tötungswerkzeug.
Der Rabenstein wurde 1812 abgerissen. Koordinaten: 50° 6′ 43,6″ N, 8° 39′ 59″ O

## Roßmarkt

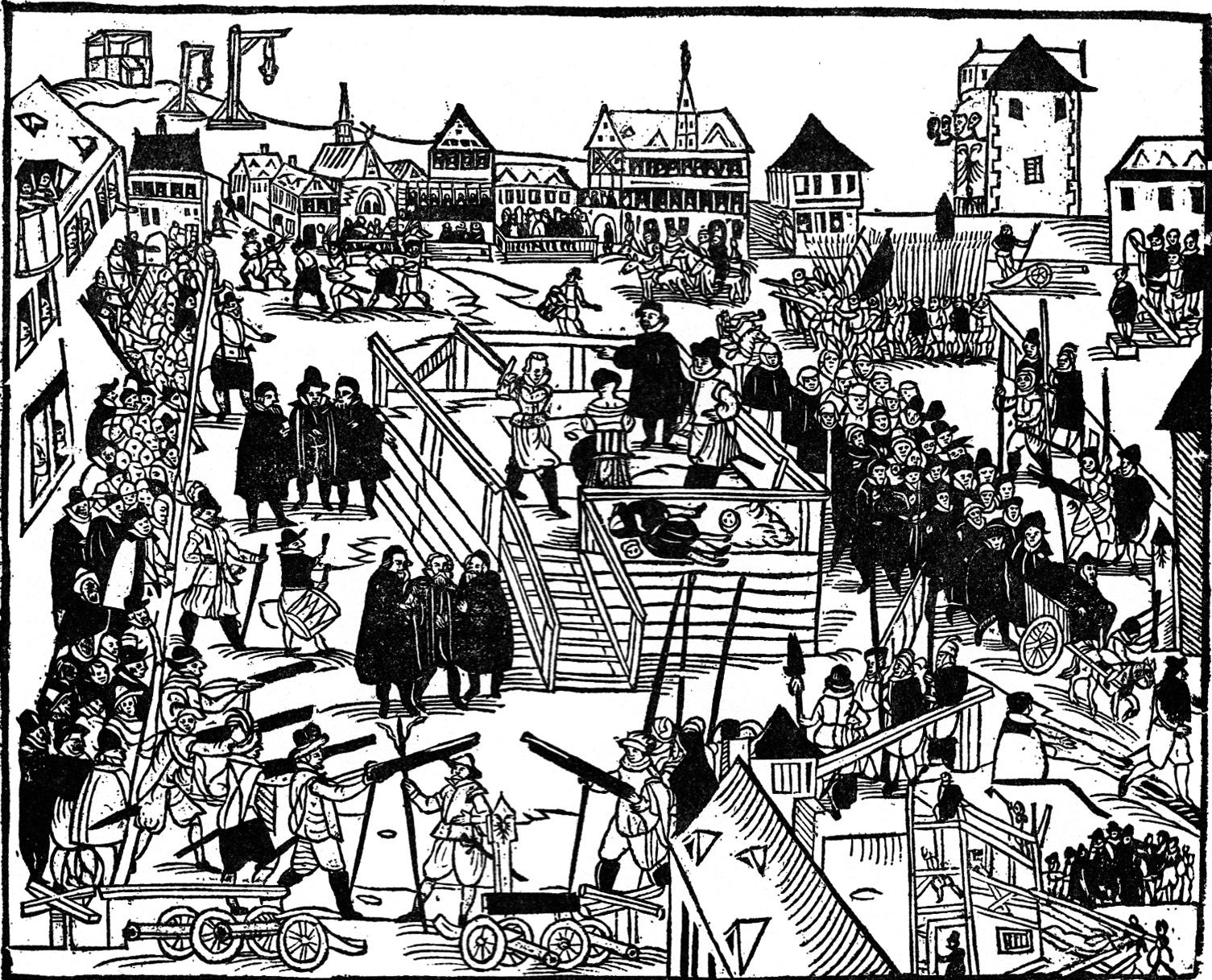
Die Enthauptung des Vinzenz Fettmilch auf dem Roßmarkt.

Innerhalb des Stadtgebiets wurden im Laufe der Geschichte an verschiedenen Stellen Todesurteile vollstreckt. Bis ungefähr 1300 befand sich der damalige Galgen knapp außerhalb der damaligen Stadtmauer an der Bockenheimer Pforte (später Katharinenpforte genannt), also etwa am Standort der heutigen Katharinenkirche an der Hauptwache. Hier wurde am 14. Januar 1772 die Kindsmörderin Susanna Margaretha Brandt, das Vorbild für Goethes Gretchen, durch das Schwert getötet. Auch auf dem Säuplätzchen an der Großen Bockenheimer Straße wurden Menschen hingerichtet.
Der wichtigste innerstädtische Hinrichtungsort war jedoch der Roßmarkt, einer der größten Stadtplätze des frühneuzeitlichen Frankfurt. Der prominenteste Delinquent, der hier enthauptet wurde, war der Anführer des Zunftaufstands von 1614 Vinzenz Fettmilch (28. Februar 1616).
Auf dem Roßmarkt fand am 7. Juli 1799 die letzte öffentliche Hinrichtung der Frankfurter Stadtgeschichte statt: Ein Töpfermeister wurde für den Mord an seiner Frau enthauptet.

## Alte Brücke

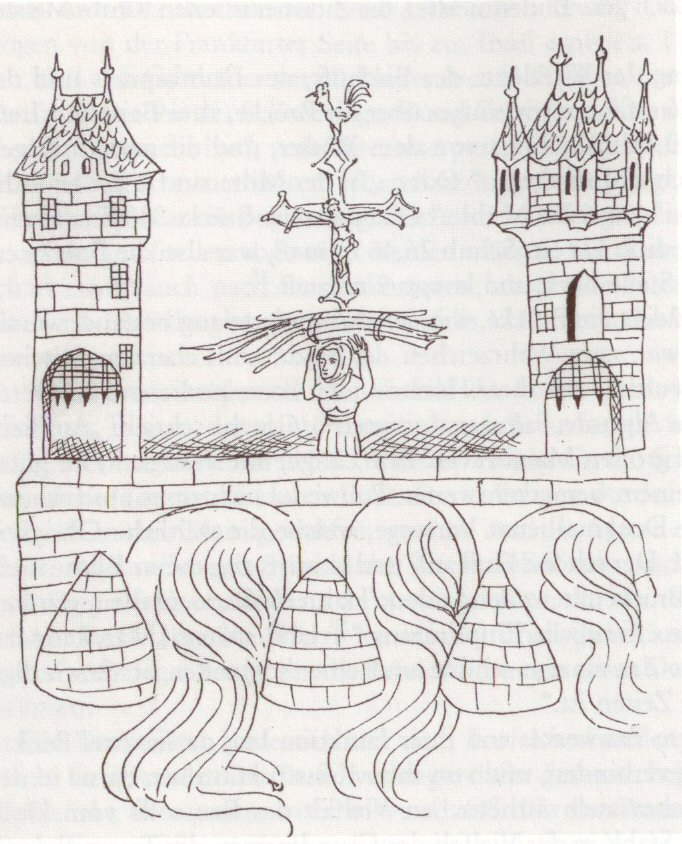
Die Hinrichtungsstätte auf der Alten Brücke, 1405

Hauptartikel: Die Alte Brücke als Hinrichtungsstätte
Im Mittelalter wurden viele Hinrichtungen durch Ertränken vollzogen. Der gefesselte oder in ein Fass gesperrte Delinquent wurde vom Kreuzbogen der alten Mainbrücke, dem Standort des Brickegickels, in den Main gestoßen. Hier war das Wasser am tiefsten und die Strömung am stärksten. Man erhoffte sich davon, dass der Körper erst außerhalb des Stadtgebiets wieder an Land gespült würde und der Rat sich deshalb nicht weiter darum kümmern müsste.
Auch die Leichen von Selbstmördern wurden an dieser Stelle in den Main geworfen.
Die Bedeutung des Ertränkens als Hinrichtungsmethode ging ab dem 16. Jahrhundert zurück, die letzte Hinrichtung durch Ertränken fand 1613 statt.

## Bornheimer Galgen
In der Hanauer Grafschaft Bornheimer Berg fanden die Hinrichtungen auf dem Galgenberg bei Bornheim statt (heute Kohlbrandstraße / Berger Straße 448). Diese am Nordrand Bornheims gelegene Richtstätte wurde 1484 nach Herauslösung Bornheims auf die Geierswarte, die Berger Warte verlegt. Koordinaten: 50° 8′ 10,6″ N, 8° 42′ 55,1″ O

## Berger Warte
Hauptartikel: Die Berger Warte als Hinrichtungsstätte
Das Hohe Gericht der Gemeinden des Bornheimer Bergs befand sich neben der Berger Warte auf dem Berger Berg. Bis 1732 stand hier ein hölzerner Galgen, der danach durch eine Konstruktion aus Stein ersetzt wurde. Die Steine dieses Hochgerichts wurden 1834 als Treppenstufen der Berger Warte angefügt, als der Galgen abgebrochen wurde und seine Funktion als Richtstätte verloren hatte.